# Modern Times (banda)
Modern Times foi a banda que representou o Luxemburgo no Festival Eurovisão da Canção 1993 com o tema "Donne-moi une chance". Não foram felizes, pois apenas alcançaram um 20.º lugar entre 24 participantes e apenas receberam 11 pontos. Era constituída por Simone Weis e Jimmy Martin. Foi a última representação luxemburguesa no Festival Eurovisão da Canção até o regreso na edição 2024.